# Хольвек, Фернанд
Ферна́нд Хольве́к (фр. Fernand Holweck, 1890, Париж — 24 декабря 1941, Париж) — французский физик.

## Биография
Окончил Высшую школу промышленной физики и химии города Париж.
Основной научный вклад был сделан в области технологий создания вакуума, теории электромагнитного излучения и гравитации. В 1924 году запатентовал насос Хольвека. Развил теорию дискретности ионизирующих излучений.
Являлся директором Лаборатории Мари Кюри в Институте радия в Париже.
Во время оккупации Франции Германией (1940—1944) участвовал во французском Сопротивлении. Арестован Гестапо 11 декабря 1941 года. Убит 24 декабря.

## Награды
- Prix Louis-Ancel[фр.] (1922)
- премия Альбера I Монакского (1936) Французской академии наук

## Память
Именем Ф. Хольвека названы
- премия Хольвека, вручаемая Французским физическим обществом[фр.] и Институтом физики с 1945 года.
- лицей в Париже (закрыт в 2005 году)
- амфитеатр в Высшей школе промышленной физики и химии города Париж